# Шевченко, Дмитрий Игоревич
Дмитрий Игоревич Шевченко (13 мая 1968, Таганрог) — советский и российский легкоатлет, специальность — метание диска. Лучший результат — 70,54 м. Шестикратный чемпион России.
На крупных соревнованиях дебютировал в 1991 году — на чемпионате мира занял 7 место. Трижды участвовал в Олимпийских играх: в 1992 году занял 8 место, в 2000 — 11-е, в 2004 не смог совершить ни одной удачной попытки. Победитель Игр доброй воли в 1994 и 1998 годах. Серебряный призёр чемпионата мира 1993 года и чемпионата Европы 1994 года.
Сезоны 1996 и 1997 пропустил из-за наказания за применение допинга.
Жена — российская легкоатлетка Ирина Шевченко, которую также тренировал.